# Peder Tordenskjold
Peder Tordenskjold (tudi Peter Wessel, Peder Tordenskjold in Peter Tordenskiold), norveški admiral, * 28. oktober 1691, † 1720.
Bil je eden najbolj uspešnih admiralov Kraljeve dansko-norveške vojne mornarice med veliko severno vojno.